# 中島一郎
中島 一郎（中嶋、なかじま いちろう、1897年（明治30年）10月25日 - 没年不明）は、大正後期から昭和時代前期の台湾総督府官僚。

## 経歴・人物
熊本県菊池郡に生まれる。第一高等学校を経て、1921年（大正10年）4月、東京帝国大学法学部政治学科を卒業。同年、大蔵省に入省し理財局属となる。翌年11月、高等試験行政科に合格。水戸税務署長、両国橋税務署長を経て、1929年（昭和4年）12月、台湾総督府に出仕。
財務局主計課長、台湾電力管理官、台湾官有財産評価委員会幹事、防衛委員会幹事、山地開発調査委員会幹事を経て、1939年（昭和14年）7月に嶺田丘造に代わり財務局長に就任した。1943年（昭和18年）退官した。